# 請開窗
《請開窗》為台灣歌手庾澄慶發行第十張專輯，銷量達到50萬張。

## 曲目
1. 請開窗
2. 不可收拾
3. 讓你媽媽New一下
4. 輕別離
5. 愛在空氣裡
6. 收到請回答
7. 自在
8. 冷得著火
9. 瓶中信
10. 你不快樂我會難過
11. 標準在誰口袋
12. 懶人夢